# Olof Gjerdman
Olof Henrik Gjerdman, född 29 april 1883 i Nyköping, död 27 juni 1965 i Uppsala, var en svensk lingvist.
Olof Gjerdman var son till bagaren Carl Olof Gjerdman. Efter mogenhetsexamen vid Nyköpings högre allmänna läroverk 1903 blev han student vid Uppsala universitet och filosofie kandidat där 1908. Han intresserade sig mycket för fonetiska frågor och studerade först moderna språk men kompletterade sin examen med nordiska språk där han hade Adolf Noreen som lärare. 1911–1921 och 1925–1929 var Gjerdman lärare vid Uppsala enskilda läroverk och doktorerade 1918 på avhandlingen Studier över de sörmländska stadsmålens kvalitativa ljudlära. Den gav honom en docentur i fonetik, som han kom att inneha fram till 1950. 1928 blev Gjerdman adjunkt i modersmålet och tyska vid Uppsala högre allmänna läroverk och var 1935–1940 universitetslektor i svenska språket och 1939–1948 lektor i modersmålet vid Uppsala högre allmänna läroverk. Under sin tid som docent publicerade han ett trettiotal avhandlingar och uppsatser om olika fonetiska frågor, men även ett antal böcker om fågelsång samt arbeten om kommatering, verslära och versläsning. Litterära frågor berördes även i hans Rytm och röst i Karin Boyes författarskap (1942), liksom i avhandlingen Frödings svar på Levertins angrepp (1933). Bland andra arbeten märks ett antal om Ainuspråket och om varianter av romani som talades i Sverige. Gjerdman fullföljde Erik Ljungbergs arbete och gav ut en beskrivning av romernas språk i bokform (kelderash-dialekten). 
Gjerdman var 1943–1955 ledamot av styrelsen för Dialekt- och folkminnesarkivet i Uppsala. Han var från 1938 ledamot av Kungliga Humanistiska Vetenskapssamfundet i Uppsala och 1944 ledamot av Kungliga Gustav Adolfs Akademien för svensk folkkultur. Gjerdman erhöll 1950 professors namn. Han är begravd på Uppsala gamla kyrkogård.